# 關智斌
關智斌（英語：Kenny Kwan Chi Bun，1980年12月30日—），香港男歌手及演員，其男子歌唱組合Boy'z成員的身份最為人知。家中有兩姊及一妹。曾就讀聖公會諸聖小學和九龍鄧鏡波學校，後來於加拿大留學，並於香港專業教育學院修讀電子工程系。
關智斌因參與香港電台電視劇《Y2K+01》而獲得英皇娛樂賞識，簽約成為旗下歌手。2003年和張致恆組成組合Boy'z出道。2005年起獨立發展，至今共推出過七張個人專輯。2011年，與張致恆重組Boy'z。2013年，主演中國大陸古裝神話劇《追魚傳奇》。2021年，时隔13年再推出粤语专辑《前面是新的岁月记得走下去》专辑共收录5首歌曲，用上一年時間籌備，是自己參與度極高并且每一首歌都有自己想法的一个专辑。2022年参演大陆古装仙侠剧《护心》，在剧里饰演青丘双胞胎“尘意/长岚”。2023年，參加內地綜藝節目《披荊斬棘的哥哥》，受到廣泛關註。2024年，开启主题“时光机音乐会”并且在内地巡回。同年2月2日，参加的《中央广播电视总台2024网络春晚》定档在CCTV-1、CCTV-3、央视网、央视频、央视新闻、央视财经、央视文艺播出。6月28日，主演的电影《海关战线》在中国内地上映。

## 簡歷

### 早年生活
關智斌出生於菲律賓三寶顏，籍貫中國大陸廣東開平，五歲回到香港，家中有兩姐一妹。就讀于聖公會諸聖小學和鄧鏡波學校，1997年赴加拿大留學半年，於香港科技學院修讀電子工程系。因參與香港電台電視劇《Y2K+01》而獲得英皇娛樂賞識，簽約成為旗下歌手。

### Boy'z時期
- 2003年和張致恆組成組合Boy'z出道，並發行了《LaLa世界》、《一起喝彩》、《A Year To Remember》等多張音樂專輯，其中包含了Boy'z的代表曲目《死性不改》。同年，參演電影《古宅心慌慌》；與張致恒共同主演了網路偶像劇《一起喝彩》；並參演了電視劇《功夫足球》。同年，奪得2003年度叱吒樂壇流行榜頒獎禮“叱吒樂壇生力軍組合金獎”和第26屆十大中文金曲頒獎禮“最有前途新人組合金獎” 。
- 2004年，Boy'z組合發行了《男生圍》、《Boy'z Can Cook》（又名《美味男生》）等專輯 。同年，在喜劇電影《大無謂》中首次挑大樑擔任主角  ；並參演了電影《爱·作战》、《這個阿爸真爆炸》 ，客串了電影《新警察故事》和《鬼馬狂想曲》，參演了電視劇《夥頭智多星》。
- 2005年2月起獨立發展，參演了電影《情癲大聖》、《蟲不知》 。同年，推出兩張個人專輯《Oncoming》和《Musick》 ，奪得IFPI香港唱片銷量大獎最暢銷本地男新人，和2005年度十大勁歌金曲頒獎典禮最受歡迎男新人金獎 。

### 個人發展
- 2006年，主演《時光倒流的話》、《荒村客棧》兩部電影，推出個人專輯《尋找美惠》 。
- 2007年6月，在TVB電視劇《學警出更》中飾演袁家富一角  ，參演電影《黑道之無悔今生》，並推出個人專輯《In Progress》。
- 2008年，與韓庚、黃奕和容祖兒主演電視劇《青春舞臺》 ，推出音樂專輯《代表作 新曲+精選》。
- 2009年，與曾愷玹、鄭佩佩等合作澳門回歸十周年獻禮片《蓮花雨》。
- 2010年，參演林峰、蔡卓妍主演的電影《翡翠明珠》。

### Boy'z重組／內地發展時期
- 2011年，再次與張致恒重組Boy'z，推出音樂專輯《Ready to go 新曲+精選》，並參演電影《午夜凶夢》  以及電視劇《秦香蓮》。
- 2012年6月，主演的青春驚悚片《半夜不要照鏡子》上映 ；同年主演的電視劇《劍俠情緣之藏劍山莊》在央視播出  ，並與吳俊余、楊洋等共同主演了網劇《成人記》。
- 2013年，在3D魔幻神話劇《追魚傳奇》中扮演男主角張珍，並演唱插曲《漩渦》，該劇以周播劇形式暑期登陸湖南衛視，取得了不俗的收視成績  ，使關智斌在內地人氣迅速上升；其參演的3D魔幻神話電影《白狐》也於九月上映。
- 2014年1月，參演的電影《救火英雄》上映；3月，參演的電視劇《妻子的秘密》播出，關智斌一人分飾兩角，分別扮演心理學博士雨軒和神秘高貴的CEO高翔 。同年，分別擔任了兩部單元劇《新濟公活佛》和《美人製造》中的單元男主角。
- 2015年3月，與高雲翔、黃聖依等合作的電視劇《愛你，萬縷千絲》 登陸湖南衛視“青春進行時”，該劇採取了邊播邊拍的新形式，另觀眾耳目一新。同年，客串參演由應采兒監製的香港首部4K網劇《天才在左瘋子在右》。 5月，二度與黃聖依合作拍攝電視劇《好想聽你說愛我》，擔任男主角。
- 2016年1月，與陳浩民等合作的古裝神話偶像劇《天天有喜之人間有愛》登陸湖南衛視金鷹劇場。與張翰、古力娜紮等合作的古裝神話偶像劇《山海經之赤影傳說》  於3月20日登陸湖南衛視鑽石獨播劇場。7月，參演的電視劇《秀麗江山之長歌行》在江蘇衛視上映。 6月17日，暌違八年的歌手關智斌再次推出國語專輯《角色》（新曲+精選），以過去、現在、將來為概親自參與創作了三首新歌《次要角色》 、《塑造角色》、《終生角色》，致敬自己八年逝去的時光， 並邀請好友趙麗穎傾情客串MV女主角。同年主演了微電影《情懷未變》，獲得“環球微電影盛典提名”。 10月，接拍大型科幻電視劇《失憶之城》。
- 2017年3月，關智斌與劉愷威、楊蓉等合作的古龍武俠劇《飛刀又見飛刀》登陸湖北廣東兩大衛視。  同期，關智斌接拍了網路電影《血戰銅鑼灣3》，擔任領銜主演，首次挑戰硬漢古惑仔形象，於9月16日在愛奇藝獨家上映。6月開拍、領銜主演的武俠網劇《拜見宮主大人》于11月9日在搜狐全網獨播，關智斌在其中獻唱片頭曲《江湖就這樣》。
- 2018年1月，發行了其主演的電影《血拳》的主題曲《勇往直前》。電影《血拳之雙龍劫》講述了硬漢拳手端木跨越18年的愛恨情仇，於2月上映。10月，與張致恒重組Boy'z，發行新專輯《大男孩》 ，並於10月16日在香港舉行首次Boy'z專場演唱會。  同年，榮獲第24屆華鼎獎“最受觀眾喜愛影視明星”獎。
- 2019年3月，領先主演的網劇《拜見宮主大人2》 上映；4月，關智斌主演的電視劇《戰毒》在香港正式開機。同年7月，主演的電影《血拳之龍虎鬥》在優酷上映。
- 2019年7月，原定9月於香港舉行的Boy'z首場紅磡體育館演唱會，因另一位成員張致恆被揭發醜聞而被迫擱置，關智斌於泰國布吉拍攝片段含淚作出回應[5][6][7]，並表示以Boy'z名義於紅磡體育館舉行演唱會是其十多年來的心願。8月2日，英皇娛樂宣布已得到紅館確認申請，關智斌於9月於紅館舞台舉行出道17年來首個個人演唱會《Kenny Is Born關智斌演唱會》。[8][9]

## 音樂作品

### Boy'z專輯
| 專輯 # | 專輯名稱                     | 專輯類型   | 發行公司 | 發行日期       | 曲目 |
| ------ | ---------------------------- | ---------- | -------- | -------------- | --- |
| 1st    | LaLa世界                     | EP         | 英皇娛樂 | 2003年4月9日   | 曲目 CD 1. 雙打 2. 跟蹤妳 3. LALA 世界 4. 不請自來 5. 兩個滑板的少年 VCD 1. LALA 世界 (Music Video) 2. 不請自來(Music Video) |
| 1st    | LaLa世界（第二版）           | EP         | 英皇娛樂 | 2003年6月19日  | 曲目 AVCD 1. Compute Data Not Playable 2. 我的驕傲（Boy'z版Music Video） 3. Lala世界（Music Video） 4. 不請自來（Music Video） 5. 我的驕傲（Boy'z版） 6. 雙打 7. 跟蹤妳 8. Lala世界 9. 不請自來 10. 兩個滑板的少年 |
| 2nd    | 一起喝采                     | EP         | 英皇娛樂 | 2003年8月12日  | 曲目 CD 1. 總有一站愛上你 2. 大家 3. 死性不改 4. 一起喝采 5. 奇幻世界 |
| 3rd    | A Year to Remember           | EP         | 英皇娛樂 | 2003年12月18日 | 曲目 AVCD 1. Computer Data, Not Playable 2. 玻璃少女 (Music Video) 3. 玻璃少女 4. GIRLS 5. 戀愛最初回 - Kenny 6. 少年成熟記事簿 7. 甩繩馬騮 8. 死性不改 (Boy'z & Twins 合唱版) |
| 3rd    | A Year to Remember（第三版） | EP         | 英皇娛樂 | 2004年3月11日  | 曲目 AVCD 1. Computer Data, Not Playable 2. 四喜臨門喜迎春 Music Video 3. 四笑嘻哈姻緣 Big NG 4. 四福頭新春運大吉 Bigger NG 5. 孖仔孖女錫哂您 The Biggest NG 6. 四圈論英雄 Extra Large NG 7. 玻璃少女 (Music Video) 8. GIRLS (Boy'z & Maggie 合唱版) 9. 玻璃少女 10. GIRLS 11. 戀愛最初回 - Kenny 12. 少年成熟記事簿 13. 甩繩馬騮 14. 死性不改 (Boy'z & Twins 合唱版) |
| 4th    | Boy'zone                     | 大碟       | 英皇娛樂 | 2004年6月3日   | 曲目 CD 1. 去邊到 2. 我愛香港仔 3. 迪士尼見 4. 迷失東京 5. 眼紅館 6. 皇室堡主 7. 你是我的潮流特區 8. 信和忠心 9. 男生圍 |
| 4th    | Boy'zone（第二版）           | 大碟       | 英皇娛樂 | 2004年8月8日   | 曲目 CD 1. Computer Data, Not Playable 2. 眼紅館 MV 3. 情陷百老匯 MV 4. 男生圍 MV 5. 去邊到 MV 6. 眼紅館 (合唱版) 7. 去邊到 8. 我愛香港仔 9. 迪士尼見 10. 迷失東京 11. 眼紅館 12. 皇室堡主 13. 你是我的潮流特區 14. 信和忠心 15. 男生圍 |
| 5th    | Boy'z Can Cook               | 大碟       | 英皇娛樂 | 2004年12月3日  | 曲目 AVCD 1. Computer Data, Not Playable 2. 美麗與快樂 MV 3. 超時空接觸 (Boy'z / Twins / Isabella) MV 4. 將錯就錯 MV 5. 跳班生 MV 6. 美麗與快樂 7. 手足 (電影 '大無謂' 宣傳歌) 8. I love rock'n roll 9. 跳班生 10. 將錯就錯 11. 爭你 12. 天下無敵 13. 超時空接觸 (Boy'z / Twins / Isabella) 14. 回歸線 15. U2 |
| 5th    | Ready to Go                  | 新曲＋精選 | 英皇娛樂 | 2011年7月17日  | 曲目 CD 1 1. Ready To Go [新歌] 2. Sexy Body [新歌] 3. Sexy Body (Remix) [新歌] 4. LALA 世界 5. 一起喝采 6. 手足 7. 新boy （張致恆獨唱） 8. 美麗與快樂 9. 我愛香港仔 10. 你是我的潮流特區 11. 迷失東京 12. 玻璃少女 13. I love rock'n roll 14. 去邊道 15. 超時空接觸 (feat. Twins) 16. 3+1 = 1 CD 2 1. Ready To Go (國語) [新歌] 2. Sexy Body (國語) [新歌] 3. 死性不改 4. 眼紅館 5. 預言書 （關智斌獨唱） 6. 我長大了（張致恆獨唱） 7. 男生圍 8. 跟蹤妳 9. 總有一站愛上你 10. GIRLS 11. 情陷百老匯 12. 將錯就錯 13. 皇室堡主 14. 回歸線 15. 人造雪 （張致恆獨唱） 16. 戀愛最初回 （關智斌獨唱） |
| 6th    | 大男孩                       | 新曲＋精選 | 英皇娛樂 | 2018年10月10日 | 曲目 CD 1 1. 大男孩 (新歌) 2. 死性不改 3. GIRLS 4. 你是我的潮流特區 5. 總有一站愛上你 6. 男生圍 7. 將錯就錯 8. 跟蹤妳 9. 回歸線 10. U2 11. 爭你 12. 眼紅館（關智斌獨唱） 13. 預言書（關智斌獨唱） 14. 戀愛最初回（關智斌獨唱） 15. 我長大了（張致恆獨唱） 16. 人造雪（張致恆獨唱） CD 2 1. 死性不改（Twins合唱） 2. 大家（Twins合唱） 3. La La世界 4. 少年成熟記事簿 5. Sexy Body 6. 兩個滑板的少年 7. Ready To Go 8. 美麗與快樂 9. 一起喝采 10. 手足 11. 迷失東京 12. 玻璃少女 13. 我愛香港仔 14. 去邊道 15. I love rock 'n roll 16. 不請自來 17. 天下無敵                                      |

#### 個人唱片
| 專輯 # | 專輯名稱                         | 專輯類型  | 發行公司 | 發行日期       | 曲目 |
| ------ | -------------------------------- | --------- | -------- | -------------- | --- |
| 1st    | 《Oncoming》                     | EP        | 英皇娛樂 | 2005年7月21日  | 曲目 1. Computer Data, Not Playable 2. 分手不要太悲哀 3. 先知 4. 眼红馆 5. Moses (纯音乐) 6. Let It Be 7. Alps (纯音乐) 8. 无声讯号 9. 雪女 10. Killiney Road (纯音乐) 11. 恋爱最初回 12. 眼红馆+最爱演唱会(Kenny K Live Saxophone Version) 13. 分手不要太悲哀 (In The Moment) 14. 预知 ("先知" 国语版)                                                                                    |
| 2nd    | 《Musick》                       | 大碟      | 英皇娛樂 | 2005年12月15日 | 曲目 1. 月光光（粤语） 2. Say Love Me 3. 灵犀 4. 过马路要小心 5. 良心发现 6. 闲人勿近 7. 女友与好友 8. Beautiful soul 9. 队友 10. 环游四方 11. 月光光（国语） |
| 3rd    | 《尋找美惠》                     | 大碟      | 英皇娛樂 | 2006年7月13日  | 曲目 1. 玩泥沙 2. 再见美惠 3. 东京特急 4. 蓝白红 5. Fly Away 6. 钨丝灯 7. 助听器 8. 仲夏夜之梦 9. 成人礼 10. 光与影 11. 再见·美惠(Radio Mix) |
| 4th    | 《In Progress》                  | 大碟      | 英皇娛樂 | 2007年6月1日   | 曲目 1. 预言书 2. 无字天书 3. BOOK B 4. 战场上的罗密欧 5. 我看比利 6. 世界花园 7. 小学馆 8. 二十出头 9. 我不懂张爱玲 10. 勇气情歌 |
| 5th    | 《代表作》（Kenny's Essentials） | 新曲+精選 | 英皇娛樂 | 2008年2月4日   | 曲目 1. 代表作 2. 白木屋 3. 小学馆 4. Book B 5. 预言书 6. 3+1=1 7. 助听器 8. 再见美惠 9. 闲人勿近 10. 良心发现 11. 灵犀 12. 月光光 13. Let it be 14. 先知 15. 分手不要太悲哀 16. 眼红馆 |
| 6th    | 《角色》                         | 新曲+精選 | 英皇娛樂 | 2016年6月17日  | 曲目 DISK 1 1. 次要角色 2. 塑造角色 3. 终生角色 4. 眼红馆 5. 先知 6. 灵犀 7. 分手不要太悲哀 8. 代表作 9. 再见美惠 10. 预言书 11. 无字天书 12. Book B 13. 闲人勿近 14. 助听器 15. Let it be DISK 2 1. 死性不改 2. LaLa世界 3. 玻璃少女 4. 美丽与快乐 5. GIRLS 6. 总有一站爱上你 7. 情陷百老汇 8. 男生围 9. 恋爱最初回 10. 手足 11. 去边道 12. 皇室堡主 13. 将错就错 14. 小学馆 15. 良心发现 |
| 7th    | 《前面是新的歲月記得走下去》     | EP        | 英皇娛樂 | 2021年3月5日   | 曲目 1. 頭頂有角 (feat. SHIMICA) 2. 日月 3. 乾爹 4. 暫定 5. 隱形人 6. 乾爹 (家貓版) (讀白: 白只) 7. 暫定 TBC …mix (feat. 顏卓靈) |

#### 合輯
- - 2004年《Joy to the World Christmas Hits》
  - 2005年《星Mobile超時空接觸演唱會》
  - 2005年《八星報囍賀賀囍》
  - 2006年《愛你想妳2030》
  - 2006年《夢幻組合》（英皇群星）
  - 2006年《愛 回憶 108》
  - 2007年《流行音樂潮拜》
  - 2007年《EEG音樂甜點精選卡拉OK》

### 合唱歌曲
- 男仔歌（與苦榮合唱，收錄於《芝See菇Bi Family 《三十六計》）
- 愛神之箭（與梁洛施合唱，收錄於《Isabella》）
- 良心發現（與鍾欣桐合唱，收錄於《Musick》）
- 非愛不可（與鍾欣桐合唱，電視劇《牛郎織女》主題曲）
- 光與影（與梁洛施合唱，收錄於《尋找美惠》）
- 3+1=1（與Sun Boy'z合唱，收錄於《All for 1》）
- 小學館（與吳浩康、泳兒及鍾舒漫合唱，收錄於《In Progress》，內地電台南方生活廣播「流行南方粵語兒歌大匯」冠軍歌曲
- 邁向夢想的天空（與吳浩康及吳卓羲合唱，電視劇《學警出更》主題曲）

### 音樂創作
- 《Oncoming》
  - 無聲訊號（作曲、作詞）
- 《Musick》
  - 環遊四方（作詞）
- 《尋找美惠》
  - 鎢絲燈（作詞）
  - 助聽器（作詞）
  - 成人禮（作曲、作詞）
- 《In Progress》
  - 戰場上的羅密歐（作詞）
  - 世界花園（作詞）
  - 勇氣情歌（作詞）*為容祖兒作詞，作為鼓勵*

### 派台歌曲成績
註：組合名義的派台歌，請參閱Boy'z之頁面。
| 派台歌曲成績（四台）          | 派台歌曲成績（四台） | 派台歌曲成績（四台） | 派台歌曲成績（四台） | 派台歌曲成績（四台） | 派台歌曲成績（四台） | 派台歌曲成績（四台）                                                                         | 派台歌曲成績（四台）                                                                         |      |
| ----------------------------- | -------------------- | -------------------- | -------------------- | -------------------- | -------------------- | -------------------------------------------------------------------------------------------- | -------------------------------------------------------------------------------------------- | ---- |
| 唱片                          | 歌曲                 | 903                  | RTHK                 | 997                  | TVB                  | 備註                                                                                         | 備註                                                                                         |      |
| 2004年                        |                      |                      |                      |                      |                      |                                                                                              |                                                                                              |      |
| Boy'zone 男生圍               | 眼紅館               | 7                    | 11                   | 3                    | 6                    | 以Kenny@Boy'z派台                                                                            | 以Kenny@Boy'z派台                                                                            |      |
| 2005年                        |                      |                      |                      |                      |                      |                                                                                              |                                                                                              |      |
| Oncoming                      | 分手不要太悲哀       | 12                   | 9                    | 5                    | -                    | 另派Saxophone Mix版本                                                                        | 另派Saxophone Mix版本                                                                        |      |
| Oncoming                      | 先知                 | -                    | 7                    | 5                    | 6                    |                                                                                              |                                                                                              |      |
| Oncoming                      | Let It Be            | -                    | -                    | 12                   | -                    |                                                                                              |                                                                                              |      |
| Oncoming                      | 無聲訊號             | -                    | -                    | -                    | -                    |                                                                                              |                                                                                              |      |
| 芝See菇Bi Family 《三十六計》 | 男仔歌               | 20                   | -                    | -                    | -                    | 與苦榮合唱                                                                                   | 與苦榮合唱                                                                                   |      |
| Musick                        | 月光光               | 13                   | -                    | 7                    | 6                    |                                                                                              |                                                                                              |      |
| 2006年                        |                      |                      |                      |                      |                      |                                                                                              |                                                                                              |      |
| Musick                        | 靈犀                 | 17                   | 10                   | 5                    | 1                    | 首支冠軍歌                                                                                   | 首支冠軍歌                                                                                   |      |
| Musick                        | 良心發現             | -                    | 16                   | 14                   | 7                    | 與鍾欣桐合唱                                                                                 | 與鍾欣桐合唱                                                                                 |      |
| 夢幻組合                      | 夢幻組合             | -                    | 16                   | 9                    | 1                    | 與容祖兒、Twins、吳浩康、李逸朗、鄭希怡、蔣雅文、泳兒、文彼得合唱 百威啤酒2006年世界盃廣告歌 | 與容祖兒、Twins、吳浩康、李逸朗、鄭希怡、蔣雅文、泳兒、文彼得合唱 百威啤酒2006年世界盃廣告歌 |      |
| 尋找美惠                      | 再見美惠             | 2                    | 6                    | 5                    | -                    |                                                                                              |                                                                                              |      |
| 尋找美惠                      | 東京特急             | -                    | -                    | -                    | -                    |                                                                                              |                                                                                              |      |
| All For 1                     | 3+1=1                | 8                    | 13                   | 2                    | -                    | Featuring Sun Boy'z 跨年上榜                                                                 | Featuring Sun Boy'z 跨年上榜                                                                 |      |
| 2007年                        |                      |                      |                      |                      |                      |                                                                                              |                                                                                              |      |
| In Progress                   | 預言書               | 1                    | 4                    | 2                    | 2                    |                                                                                              |                                                                                              |      |
| In Progress                   | Book B               | 11                   | 12                   | 3                    | -                    |                                                                                              |                                                                                              |      |
| In Progress                   | 小學館               | -                    | -                    | -                    | -                    | 與吳浩康、泳兒、鍾舒漫合唱                                                                   | 與吳浩康、泳兒、鍾舒漫合唱                                                                   |      |
| 2008年                        |                      |                      |                      |                      |                      |                                                                                              |                                                                                              |      |
| Kenny's Essentials            | 代表作               | 6                    | 8                    | 3                    | -                    |                                                                                              |                                                                                              |      |
| Kenny's Essentials            | 白木屋               | 12                   | 3                    | 8                    | -                    |                                                                                              |                                                                                              |      |
| 2016年                        |                      |                      |                      |                      |                      |                                                                                              |                                                                                              |      |
| 角色                          | 次要角色             | -                    | -                    | -                    | -                    |                                                                                              |                                                                                              |      |
| 2017年                        |                      |                      |                      |                      |                      |                                                                                              |                                                                                              |      |
| 愛∙回憶108 新曲+精選          | 習慣說謊             | -                    | -                    | -                    | -                    | 網絡電影《血戰銅鑼灣3》主題曲                                                                | 網絡電影《血戰銅鑼灣3》主題曲                                                                |      |
| 2019年                        |                      |                      |                      |                      |                      |                                                                                              |                                                                                              |      |
| 前面是新的歲月記得走下去      | 頭頂有角             | 11                   | 2                    | 1                    | -                    | Featuring Shimica 加拿大至 HIT 中文歌曲排行榜: 13                                            | Featuring Shimica 加拿大至 HIT 中文歌曲排行榜: 13                                            |      |
| 派台歌曲成績（五台）          |                      |                      |                      |                      |                      |                                                                                              |                                                                                              |      |
| 唱片                          | 歌曲                 | 903                  | RTHK                 | 997                  | TVB                  | ViuTV                                                                                        | 備註                                                                                         | 備註 |
| 2020年                        |                      |                      |                      |                      |                      |                                                                                              |                                                                                              |      |
| 前面是新的歲月記得走下去      | 日月                 | 10                   | 1                    | 3                    | 7                    | -                                                                                            |                                                                                              |      |
| 前面是新的歲月記得走下去      | 乾爹                 | 13                   | 2                    | 1                    | 1                    | ×                                                                                            | 首支兩台冠軍歌 另派家貓版（由白只聲演）及獨酌版版本                                          |      |
| 前面是新的歲月記得走下去      | 暫定                 | 1                    | 3                    | 1                    | 4                    | 3                                                                                            | 加拿大至 HIT 中文歌曲排行榜: 13 另派tbc...mix版本（Featuring 顏卓靈）                        |      |
| 2021年                        |                      |                      |                      |                      |                      |                                                                                              |                                                                                              |      |
| 前面是新的歲月記得走下去      | 隱形人               | 2                    | 5                    | 3                    | -                    | -                                                                                            |                                                                                              |      |
| 2023年                        |                      |                      |                      |                      |                      |                                                                                              |                                                                                              |      |
|                               | 在風裏的我           | -                    | -                    | -                    | 19                   | ×                                                                                            |                                                                                              |      |
| 2024年                        |                      |                      |                      |                      |                      |                                                                                              |                                                                                              |      |
|                               | 能幸福就好           | -                    | -                    | -                    | -                    | -                                                                                            |                                                                                              |      |
| 2025年                        |                      |                      |                      |                      |                      |                                                                                              |                                                                                              |      |
|                               | 永遠的彼得潘         | 9*                   | 1                    | 13*                  | 6*                   | 8*                                                                                           | 加拿大至 HIT 中文歌曲排行榜: 9                                                               |      |

| 各台冠軍歌總數 | 各台冠軍歌總數 | 各台冠軍歌總數 | 各台冠軍歌總數 | 各台冠軍歌總數 | 各台冠軍歌總數    | 各台冠軍歌總數    | 各台冠軍歌總數 |
| -------------- | -------------- | -------------- | -------------- | -------------- | ----------------- | ----------------- | -------------- |
| 四台a          | 903            | RTHK           | 997            | TVB            | 備註              | 備註              | 備註           |
| 四台a          | 2              | 2              | 3              | 3              | 四台冠軍歌總數：0 | 四台冠軍歌總數：0 |                |
| 五台b          | 903            | RTHK           | 997            | TVB            | ViuTV             | 備註              |                |
| 五台b          | 1              | 2              | 2              | 1              | 0                 | 五台冠軍歌總數：0 |                |

- （*）上榜中
- （-）未能上榜
- （×）沒有派往該台
- （(1)）兩週冠軍
- ^  注解a：包括2020年後的冠軍歌曲
- ^  注解b：2020年起

## 演出作品

### 電影
| 年份   | 片名                       | 角色           |
| 2003年 | 《古宅心慌慌》             | 丁武           |
| 2003年 | 《愛在陽光下》             | 廚師           |
| 2004年 | 《鬼馬狂想曲》             | 魔法學校接線生 |
| 2004年 | 《這個阿爸真爆炸》         | 阿橙           |
| 2004年 | 《爱·作战》                | 志波           |
| 2004年 | 《新警察故事》             | 紅毛           |
| 2004年 | 《大無謂》                 | 細兜           |
| 2005年 | 《蟲不知》                 | 小智           |
| 2005年 | 《情癲大聖》               | 豬八戒         |
| 2006年 | 《時光·倒流的話》          | 歐陽中         |
| 2006年 | 《荒村客棧》               | 孟凡           |
| 2007年 | 《破事兒》                 | 阿池           |
| 2008年 | 《黑道之無悔今生》         | 阿宏           |
| 2010年 | 《翡翠明珠》               | 张公子         |
| 2011年 | 《午夜凶梦》               | 李晖           |
| 2012年 | 《半夜不要照鏡子》         | 江桓           |
| 2013年 | 《白狐》                   | 智精           |
| 2014年 | 《救火英雄》               | 小僑           |
| 2016年 | 《情怀未变》               | 阿华           |
| 2017年 | 《血戰銅鑼灣3》(網絡電影)  | 孝天           |
| 2018年 | 《血拳之双龙劫》(網絡電影) | 端木           |
| 2019年 | 《血拳之龙虎斗》(網絡電影) | 端木           |
| 2020年 | 《堕落花》                 | 傅餘浪         |
| 2021年 | 《青龍偃月刀》(網絡電影)   | 關興           |
| 2023年 | 《不日成婚2》              | 私家偵探       |
| 2024年 | 《海關戰線》               | 李学斌         |

### 電視劇
| 年份   | 頻道                       | 劇名                           | 角色                   |
| 2001年 | 香港電台                   | 《Y2K+01》                     | 阿斌                   |
| 2003年 | now電視網劇                | 《一起喝采》                   | Kenny                  |
| 2003年 | 無綫電視外購劇             | 《功夫足球》                   | 花弄月                 |
| 2003年 | 無綫電視                   | 《當四葉草碰上劍尖時》         | 高嵐（客串）           |
| 2004年 | 無綫電視外購劇             | 《伙頭智多星》                 | 易小東                 |
| 2004年 | 無綫電視                   | 《赤沙印記@四葉草.2》          | 錢國偉、陳鳳珊（客串） |
| 2005年 | 土豆                       | 《中華小當家》                 | 狼哥                   |
| 2006年 | 香港電台                   | 《過渡青春》                   | Kenny（客串）          |
| 2007年 | 無綫電視                   | 《學警出更》                   | 袁家富                 |
| 2008年 | 愛奇藝                     | 《大案組》                     | 崔偉業                 |
| 2008年 | 中央電視台                 | 《青春舞台》                   | 阿波                   |
| 2009年 | 中央電視台                 | 《蓮花雨》                     | 明家安                 |
| 2011年 | 南京廣播電視台             | 《秦香蓮》                     | 趙禎                   |
| 2011年 | 湖北廣播電視台             | 《剑侠情缘之藏剑山庄》         | 趙無忌                 |
| 2012年 | 愛奇藝                     | 《成人記》(第一季)             | 章楠 (網劇)            |
| 2012年 | 香港電台                   | 《私隐何价》                   | Frankie                |
| 2013年 | 湖南衛視                   | 《追魚傳奇》                   | 張珍                   |
| 2014年 | 湖南衛視                   | 《妻子的秘密》                 | 雨軒、高翔             |
| 2014年 | 湖南衛視                   | 《新济公活佛之状告济公》       | 程财                   |
| 2014年 | 湖南衛視                   | 《美人制造》                   | 曾文远                 |
| 2015年 | 湖南衛視                   | 《爱你，万缕千丝》             | 方天续                 |
| 2015年 | 樂視網                     | 《天才在左，疯子在右》(網絡劇) | 三號                   |
| 2015年 |                            | 《好想听你说爱我》             | 夏烈                   |
| 2016年 | 湖南衛視                   | 《天天有喜之人间有爱》         | 王俊                   |
| 2016年 | 湖南衛視                   | 《山海经之赤影传说》           | 上官锦                 |
| 2016年 | 江蘇衛視                   | 《秀麗江山之長歌行》           | 鄧禹                   |
| 2016年 | 優酷                       | 《飞刀又见飞刀》               | 龙逸                   |
| 2017年 | 搜狐視頻                   | 《拜見宮主大人》(網絡劇)       | 秦斩                   |
| 2019年 | 搜狐視頻                   | 《拜見宮主大人2》(網絡劇)      | 秦斩                   |
| 2020年 |                            | 《長相守》                     | 段月容                 |
| 2020年 | 騰訊視頻、優酷、愛奇藝     | 《戰毒》                       | 許修平                 |
| 2022年 | 騰訊視頻、愛奇藝、無綫電視 | 《女法醫JD》                   | 周樂賢                 |
| 2023年 | 優酷                       | 《護心》                       | 長嵐 / 塵意            |
| 2023年 | ViuTV                      | 《法與情》                     | 陳志高 (Hugo)          |
| 待播   |                            | 《失憶之城》                   | 林小刀                 |
| 待播   |                            | 《风月不相关》                 | 關清穆                 |

### 配音
- 2003年《海底奇兵》－泡泡
- 2004年《鯊膽大話王》－艾利
- 2007年《閃閃的紅星之紅星小勇士》－偆伢子
- 2008年《猩戰前傳》（配音）

### 綜藝節目
| 日期          | 頻道               | 節目名稱                         | 備註                                                                   |
| 2013年1月     | 湖南卫视           | 《快乐大本营》                   | 宣傳《成人记》剧组                                                     |
| 2013年7月     | 湖南卫视           | 《快乐大本营》                   | 宣傳《追鱼传奇》剧组                                                   |
| 2013年9月     | 爱奇艺             | 《健康相对论》                   |                                                                        |
| 2014年3月     | 湖南卫视           | 《百变大咖秀》                   |                                                                        |
| 2014年4月     | 黑龙江卫视         | 《挑战名人墙》                   |                                                                        |
| 2014年4月     | 广西卫视           | 《一声所爱·大地飞歌》            |                                                                        |
| 2014年9月     | 湖南卫视           | 《快乐大本营》                   | 宣傳《美人制造》剧组                                                   |
| 2014年10月    | 湖南卫视           | 《我们都爱笑》                   | 宣傳《美人制造》剧组                                                   |
| 2017年11月    | 搜狐視頻           | 《抱走吧！爱豆》                 | 宣傳《拜见宫主大人》剧组                                               |
| 2016年2月     | 爱奇艺             | 《大牌对王牌》                   | 宣傳《天天有喜之人间有爱》剧组                                         |
| 2019年        | 英皇娱乐           | 《三夫当关》                     | 固定嘉宾，英皇自制综艺                                                 |
| 2020年        | 英皇娱乐           | 《明冤暗枉补习社》               | 参加1,2,6,7,8,9集，英皇自制综艺                                        |
| 2023年8月13日 | 央视 CCTV-3        | 《你好生活·村晚季》              | 飞行嘉宾                                                               |
| 2023年 8月    | 湖南卫视           | 《披荆斩棘 (第三季)》            | 最终排名 第22名                                                        |
| 2024年2月2日  | 中央电视台         | 《中央广播电视总台2024网络春晚》 | 定档在CCTV-1、CCTV-3、央视网、央视频、央视新闻、央视财经、央视文艺播出 |
| 2024年8月25日 | 中央电视台综艺频道 | 《会唱歌的院子》                 |                                                                        |

### 廣播劇
- 商業電台《36計》
- 新城電台《十分愛》
- 商業電台《你我他的生日故事》
- 商業電台《戀愛樂園》
- 商業電台《妹妹妹妹實況劇場》

### 舞台劇
- 《再見理想》 飾 子健（2008年9月19日至21日，香港理工大學賽馬會綜藝館）

### MV
- I Love You Boyz：差人咪郁
- 達明一派：達明一派對
- Twins：眼紅紅、夏日狂嘩、風箏與風、愛情突擊
- 鍾舒漫：請你合作
- 鍾汶：難題
- VRF：妄想（剧场版）
- 吴浩康：给爱惜的人
- 蔡卓妍：知己

## 音樂會／演唱會

### Boy'z時期
2002年
- Twins Ichiban興奮演唱會（9月13日－9月15日，表演嘉賓，紅磡香港體育館）

2003年：
- 松日Twins廣州興奮演唱會（1月18日－1月19日，表演嘉賓，廣州）
- 一夜成名隊名成立之夜（2月10日，九龍灣國際展覽中心）
- 能得利903大晒會之我要做我偶像（6月2日，第一次總決賽，大學會堂）
- 謝霆鋒佛山演唱會（8月16日，表演嘉賓，佛山）
- 謝霆鋒深圳演唱會（9月30日，表演嘉賓，深圳）
- Show Up! Neway容祖兒演唱會（10月20日，表演嘉賓，紅磡香港體育館）
- Twins零4好玩演唱會（2003年12月31日－2004年1月4日，表演嘉賓，紅磡香港體育館）

2004年：
- 成雙成對演唱會（2月1日，香港會議展覽中心）
- 新城容祖兒流行女皇音樂會Feel the Pop（4月4日，表演嘉賓，香港會議展覽中心）
- 星Mobile潮爆舞林大派對（4月9日，表演嘉賓，九龍灣國際展覽中心）
- Twins零4好玩廣州演唱會（5月1日，表演嘉賓，廣州）
- 新城熱火潮Twins零舍大派對（7月12日，表演嘉賓，香港會議展覽中心）
- Twins零4好玩東莞演唱會（7月17日，表演嘉賓，東莞）
- Twins零4好玩中山演唱會（7月24日，表演嘉賓，中山）
- 星Mobile超時空接觸演唱會（12月19日，香港會議展覽中心）

2018年：
- HINSIDEOUT張敬軒演唱會（6月17日，表演嘉賓及6月19日，即興表演，紅磡香港體育館）
- BOYZ The Unboxing Live (10月16日，香港九展Star Hall)[14]

### 個人時期
2005年
- Reflection of Joey's Live容祖兒演唱會2005（表演嘉賓）

2006年
- Twins一時無兩演唱會2006（表演嘉賓）
- Budweiser Bar Pacific迎接FIFA世界盃2006演唱會（5月21日，九龍灣國際展貿中心）
- 為中國喝采：慶祝香港回歸九周年綜藝晚會（6月29日，紅磡香港體育館）
- Twins馬來西亞演唱會（8月18日－8月19日，表演嘉賓，馬來西亞雲頂雲星劇場）
- Reflection of Joey's Live @ Atlantic City 2006 容祖兒演唱會（11月22日－11月23日，表演嘉賓，大西洋城印度宮殿大賭場體育館）
- Reflection of Joey's Live @ Las Vegas 2006 容祖兒演唱會（11月25日，表演嘉賓，Mirage Events Centre）
- Reflection of Joey's Live 2006 容祖兒演唱會（11月27日，表演嘉賓，華瑪娛樂演奏廳）

2007年
- 2007 SUCCESS Fundraising Gala 中僑慈善群星夜（2月25日，通用體育館）
- 星光熠熠耀保良（6月16日，紅磡香港體育館）

2017年
- 決戰食神 Music Tasting 英皇超級巨星演唱會 - 廣州站（1月14日，谢霆锋、容祖儿、Twins、泳儿、林峯、洪卓立、鍾舒漫）

2019年
- Pretty Crazy容祖兒演唱會（8月13日，表演嘉賓，紅磡香港體育館）
- Kenny is Born關智斌演唱會（9月13-14日，紅磡香港體育館）

2023年
- 關智斌時光機巡迴音樂會 - 中山站（4月15日，響朵HANDLE LIVE MUSIC）

2024年
- 關智斌時光機巡迴音樂會 - 佛山站（1月20日，嶺南明珠訓練館）
- 宏利呈献 Twins SPIRIT Since 2001 Live In Hong Kong （2月4日，表演嘉宾，紅磡香港體育館）
- 關智斌時光機巡迴音樂會 - 上海站（4月12日，蜚聲·LIVE HOUSE）
- 關智斌時光機巡迴音樂會 - 廣州站（4月27日，中山纪念堂）
- 關智斌時光機巡迴音樂會 - 成都站（5月11日，東區超級音樂現場）
- 關智斌時光機巡迴音樂會 - 北京站（5月25日，M空間）

2025年
- The Fabulous 40 Priscilla LIVE IN HONG KONG 陳慧嫻演唱會（1月30日，表演嘉賓，紅磡香港體育館）
- The Fabulous 40 Priscilla 陳慧嫻演唱會 廣州站（6月1日，表演嘉賓，寶能廣州國際體育演藝中心）
- 佛山天使計畫音樂會（3月8日，表演嘉賓，嶺南明珠體育館）
- 梅好時光演唱會（8月23日，表演嘉賓，梅州梅縣區文體中心體育館）
- 友邦香港國際熱氣球節（9月4日，表演嘉賓，中環海濱活動空間）
- 關智斌 THE ENDLESS ADVENTURE LIVE IN HONG KONG（9月26-27日，啟德體藝館）

## 獎項

### Boy'z時期
2003年
- 無綫電視《勁歌金曲第一季季選》：新星試打三屆台主
- 無綫電視《勁歌金曲第二季季選》：最有潛質男新人獎
- 廣州電視台《勁歌王-- 2003季選頒獎典禮》：最佳新人組合
- PM第二屆夏日人氣頒獎典禮：PM夏日魅力人氣新進男子組合
- TVB 2003兒歌金曲頒獎禮：兒歌金曲《LALA世界》
- 「雪碧」我的選擇中國原創音樂流行榜2002-2003年總選典禮：優秀新人獎（香港）
- 「雪碧」我的選擇中國原創音樂流行榜2002-2003年總選典禮：最佳廣告歌曲獎《總有一站愛上你》）
- Yahoo！搜尋人氣大獎頒獎禮：Yahoo！搜尋人氣歌手獎
- 香港電台《第26屆十大中文金曲頒獎禮》：最有前途新人獎（組合金獎）
- 新城《新城勁爆頒獎禮2003》：新城勁爆新人王
- 商業電台《2003年度叱咤樂壇流行榜頒獎禮》：叱咤樂壇生力軍組合（金獎）

2004年
- 加拿大中文電台《加拿大至Hit中文歌曲排行榜 - 03年度全國樂迷投票》：最受歡迎新組合（粵，金獎）
- 無綫電視《2003年度十大勁歌金曲頒獎典禮》：新星試打金曲《LALA世界》
- 廣東電視台《音樂先鋒榜》2003年度總選（香港）新晉組合獎
- IPFI 香港唱片銷量大獎2003：最暢銷本地新人組合
- 2003年度勁歌王頒獎典禮：最有前途新人組合（金獎）
- 2003年度勁歌王頒獎典禮：網絡人氣組合
- 2004粵港未來巨星頒獎典禮：未來巨星大獎
- TVB 2004兒歌金曲頒獎禮：十大兒歌金曲《繼續跅跅步哈姆太郎》
- TVB 2004兒歌金曲頒獎禮：兒歌金曲銅獎《繼續跅跅步哈姆太郎》
- 廣州電台《金曲金榜》金曲年度飛躍男組合
- 無綫電視《2004年勁歌金曲優秀選第二回》最受歡迎廣告歌曲獎《超時空接觸》
- 新城勁爆頒獎禮2004：勁爆組合
- 新城勁爆頒獎禮2004：勁爆跳舞歌曲《超時空接觸》

2005年
- 無綫電視《2004年度十大勁歌金曲頒獎典禮》最受歡迎組合（銅獎）
- 無綫電視《2004年度十大勁歌金曲頒獎典禮》最受歡迎廣告歌曲獎（銅獎）《超時空接觸》
- 《音樂先鋒榜頒獎典禮 2004》香港最受歡迎男组合（內地，金獎）

2018年
- Yahoo！搜尋人氣大獎頒獎禮：人氣票選組合

### 個人時期
2005年
- 《新城國語力頒獎禮2005》：新城國語力熱播新聲音
- 《Yahoo！搜尋人氣大獎》：新人薦場飆星獎
- 新城《新城勁爆頒獎禮2005》：新城勁爆新人王

2006年
- 2005年度「雪碧」我的選擇中國原創音樂流行榜：飛躍進步獎
- 無綫電視《2005年度十大勁歌金曲頒獎典禮》：最受歡迎男新人（銅獎）
- 香港電台《第28屆十大中文金曲頒獎禮》：最有前途新人獎（男歌手銅獎）
- 新浪《Sina Music樂壇民意指數音樂頒獎禮》：我最喜愛男新人（銀獎）
- 雅虎《Yahoo!搜尋人氣大獎》樂壇新勢力
- Roadshow《Roadshow至尊音樂頒獎禮》男新人獎
- 《第三屆勁歌王總選》最有前途新人獎（男歌手）金獎（內地）
- 《9+2音樂先鋒榜》音樂先鋒（港台）男新人金獎
- 《IFPI香港唱片銷量大獎2005頒獎禮》最暢銷本地男新人
- Jessica雜誌《6 周年生日派對》 健康活力大獎
- TVB 2006兒歌金曲頒獎禮：十大兒歌金曲《月光光》
- HMC雜誌《HMC In Style》獎項
- 新城《新城勁爆頒獎禮2006》新城勁爆人氣男歌手

2007年
- Roadshow《Roadshow至尊音樂頒獎禮》：至尊人氣歌手
- 《第四屆勁歌王總選》：網絡人氣歌手（內地）
- 新城《新城勁爆頒獎禮2007》：新城勁爆合唱歌曲《3+1=1》
- RoadShow《至尊音樂頒獎禮2007》 ：至尊合唱歌曲《3+1=1》

2018年
- 第24屆華鼎獎「觀眾最喜愛影視明星」

2020年
- 新城《新城勁爆頒獎禮2020》：新城勁爆歌曲《乾爹》
- 新城《新城勁爆頒獎禮2020》：新城勁爆我撐歌手
- 商業電台《2020年度叱咤樂壇流行榜頒獎典禮》：專業推介叱咤十大 第七位《暫定》

## 外部連結
- 關智斌的新浪微博
- 關智斌的Facebook專頁
- 關智斌的Instagram帳戶
- 關智斌的Youtube channel （页面存档备份，存于）
- 關智斌的小紅書帳戶 （页面存档备份，存于）
- 關智斌的快手帳戶（页面存档备份，存于）
- 關智斌新浪博客 （页面存档备份，存于）